# Ofredande
Ofredande är ett fridsbrott i svensk rätt, som förenklat kan sägas innebära att allvarligt störa någon. Lagtexten lyder:
| ”                                | Den som fysiskt antastar någon annan eller utsätter någon annan för störande kontakter eller annat hänsynslöst agerande döms, om gärningen är ägnad att kränka den utsattes frid på ett kännbart sätt, för ofredande till böter eller fängelse i högst ett år. | „ |
| 4 kap. 7 § Brottsbalk (1962:700) | |   |

## Vad ofredande innebär
Ofredande är ett brott som inbegriper en mängd olika beteenden och ageranden, alltifrån telefonterror till att kasta sten på någon. Ibland gränsar fysiska fall av ofredande mot misshandel och icke-fysiska fall mot förtal. Sker närgånget sexuellt beteende räknas detta istället som sexuellt ofredande.

### Exempel
| ”            | I doktrinen har det påpekats att bestämmelsen ska läsas på så sätt att ofredande består antingen i att handgripligen antasta annan eller i att genom hänsynslöst beteende ofreda annan. | „ |
| – SOU 2016:7 | |   |

#### Den som fysiskt antastar någon annan[...]
Exempel på fysiska ofredanden:
- Att antasta någon[3]
- Att knuffa någon[3]
- Att slita i någons kläder[7]
- Att hålla fast någon[8]
- Att spotta på någon[7]
- Att fälla någon genom att sätta krokben[7]
- Att avfyra vapen[4]
- Att kasta sten[4]
- Att föra oväsen[4]
- Handgripligt störande av kvinnofriden genom trakasserier som ej faller under sexuellt ofredande[6]
- Att blåsa rök i ansiktet på en astmatiker[9]
- Att med bil eller annat fordon knuffa någon eller annat fordon[9]

#### [...]störande kontakter eller annat hänsynslöst agerande[...]
Exempel på icke-fysiska ofredanden:
- Fönstertittning[7]
- Telefon- eller brevterror[3] (även SMS och e-post)[4]
- Upprepade tjuvringningar på dörrklocka[4] (även återkommande dörrknackningar över tid[7])
- Mobbning[3][7]
- Falskt meddelande om närståendes död[10]
- Nattliga spökerier[10]
- Att dra ut stolen när någon ska sätta sig[6]
- Otillbörligt närmande (även utan fysiskt antastande) till kvinna på allmän plats i syfte att nå sexuell förbindelse[11]
- Att på ett envist och pockande sätt få någon att ställa upp som sexualpartner[9]
- Att tigga på ett påträngande sätt[9]
- Att filma nakna människor så att de märker det[9]
- Att mot uttryckligt förbud beträda skolsal eller arbetsrum där en eller flera personer uppehåller sig[9]

## Rekvisit
För att ett agerande ska räknas som ofredande krävs att ett flertal subjektiva rekvisit är uppfyllda.
- Någon måste uppfatta det hänsynslösa beteendet som störande – medan det äger rum[7]
- Beteendet måste ha utgjort en kännbar fridskränkning[4]. Det räcker med att beteendet i det allmänna fallet kränker någons frid, inte att någons frid blir kränkt i det enskilda fallet.[8] Obehagliga gärningar som en person normalt bör tåla räknas inte som ofredande.[8]
- Den hänsynslösa personen måste veta att hen gör fel[7]

## Straff
Det vanligaste straffet för ofredande är böter och det var 2010 mycket sällsynt att döma någon till fängelse, även om exempel fanns. Den 1 juli 1993 höjdes maximistraffet från fängelse i max 6 månader till fängelse i högst ett år.

## Allmänt
Ofredande är ett angivelsebrott om det inte sker på allmän plats.